# أرتور سواريس دياز
أرتور سواريس دياز (بالبرتغالية: Artur Soares Dias) هو حكم كرة قدم ولاعب كرة قدم برتغالي، ولد في 14 يوليو 1979 في بورتو في البرتغال.

## روابط خارجية
- أرتور سواريس دياز على موقع Soccerway.com (الإنجليزية)
- أرتور سواريس دياز على موقع أوليمبيديا (الإنجليزية)